# 10013 Stenholm
10013 Stenholm è un asteroide della fascia principale. Scoperto nel 1978, presenta un'orbita caratterizzata da un semiasse maggiore pari a 2,4383367 UA e da un'eccentricità di 0,2351250, inclinata di 11,11878° rispetto all'eclittica.